# SoftDMA
SoftDMA(ソフトディーエムエー)は、サイバーリンク社が開発・販売していたストリーミングによるメディアプレイヤーである。
DLNA、DTCP-IPに対応し、ホームネットワーク上のさまざまなコンテンツのストリーミング再生を行える。地上デジタル放送の録画番組など著作権保護されたコンテンツの再生も行える。
2007年10月にCEATEC JAPAN 2007にて発表し、OEMで出荷を開始した。2009年からパッケージ販売を開始。

## 主な機能

### ストリーミング再生
- DLNA経由でビデオ、音楽、画像などのストリーム再生。[2]
- 著作権保護された地上デジタル放送の録画番組をストリーミング再生。
- ホームネットワークを通じたワイヤレス遠隔操作。
- ストリーミングに使用する帯域幅を設定。

### コンテンツのダウンロード
- DLNA対応のメディアサーバーの機器から動画、音楽、画像ファイルをSoftDMA 2がインストールされたPCにダウンロード。
- メディアサーバーにアクセスしてコピー保護が施されていないコンテンツをダウンロード。

## バージョン履歴

### SoftDMA 1.58
- 2009年12月4日、販売開始[3]。
- デジタル放送録画番組、MPEG-4 AVC/H.264、MPEG-2、WMVの再生に対応。
- 音楽や写真のスライドショー再生に対応。

### SoftDMA 2
- 2011年5月6日、販売開始[4][5]。
- コンテンツのダウンロードに対応。
- DMCとの連携に対応。